# John P. McCown
John Porter McCown (19 augustus 1815 – 22 januari 1879) was een Amerikaanse beroepsmilitair. Na een lange loopbaan in het United States Army, waarbij hij deelnam aan de Mexicaans-Amerikaanse Oorlog en de Seminole oorlogen,  nam hij bij het begin van de  Amerikaanse Burgeroorlog ontslag uit het leger. Hij sloot zich aan bij het Confederate States Army waarin hij tot de rang van generaal-majoor opklom.

## Vroege jaren en militaire loopbaan in het U.S. Army
John Porter McCown werd geboren op 19 augustus 1815 in Sevier County, Tennessee. Hij werd in 1835 toegelaten tot de United States Military Academy in West Point. In 1842 studeerde hij af als tiende uit een klas van 42. McCown werd benoemd tot tweede luitenant en ingedeeld bij de 4th U.S. Artillery. Op 30 september 1843 werd hij bevorderd tot eerste luitenant. Samen met zijn eenheid nam hij deel aan de bezetting van Texas in 1845 en 1846.
Tijdens de Mexicaans-Amerikaanse Oorlog nam hij deel aan de Slag bij Cerro Gordo. Voor zijn moed en inzet tijdens deze slag werd hij op 18 april 1847 bevorderd tot gebrevetteerd kapitein. Tussen 29 maart 1847 en 12 januari 1849 was hij de kwartiermeester van het artillerieregiment. 
Na de oorlog diende hij in verschillende forten en garnizoenen langs de Rio Grande en werd voor zijn voortdurende inzet op 9 januari 1851 bevorderd tot kapitein. McCown was een amateur-ornitholoog en verzamelde vogels die hij opstuurde naar George Lawrence. Drie van de vogelsoorten waren nog onbekend voor de wetenschap. Eén ervan, de McCowns ijsgors, werd naar hem vernoemd. In 1853 schreef McCown een artikel over de Grote renkoekoek.
Tussen 1856 en 1857 werd zijn regiment ingezet tijdens de Seminole oorlogen in Florida. Daarna werd hij tussen 1858 en 1861 naar het Nebraskaterritorium en het Dakotaterritorium gestuurd om te dienen in de verschillende forten.

## Amerikaanse Burgeroorlog
Zoals zoveel officieren moest McCown bij het uitbreken van de Amerikaanse Burgeroorlog een keuze maken. Hij nam op 17 mei 1861 ontslag uit het U.S. Army en sloot zich aan het Confederate States Army. Hij werd benoemd tot kapitein van de artillerie. McCown werd al snel bevorderd tot luitenant-kolonel en kolonel. Hij kreeg de leiding over een infanteriebrigade en werd naar het westelijke front gestuurd. Op 12 oktober werd hij bevorderd tot brigadegeneraal en nam hij met zijn brigade deel aan de Slag bij Belmont op 7 november 1861.

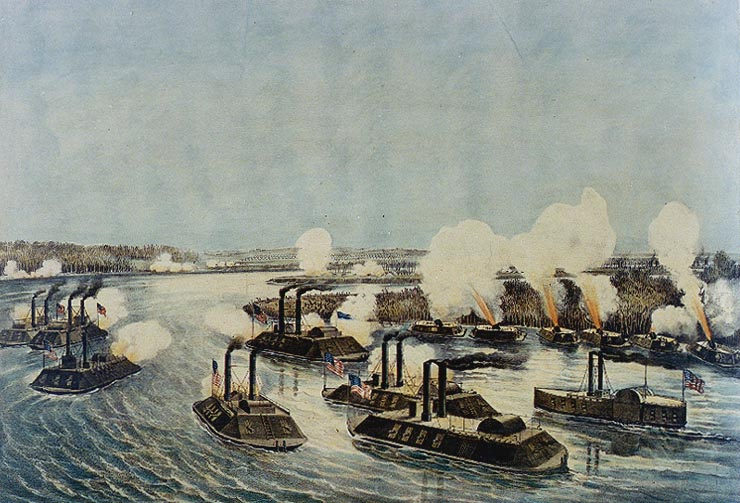
Slag bij Island Number Ten

McCown werd eind februari 1862 naar New Madrid en Island No. 10 gestuurd om deze te verdedigen tegen een Noordelijk offensief van brigadegeneraal John Popes Army of the Mississippi. De Noordelijken probeerden de Mississippi in handen te krijgen. McCown werd op 10 maart 1862 bevorderd tot generaal-majoor. Na een belegering van verschillende dagen liet hij de stellingen bij New Madrid  ontruimen en stuurde alle eenheden en zoveel mogelijk voorraden naar Island No. 10. Hij werd hiervoor zwaar bekritiseerd. Bovendien werd hij beschuldigd van dronkenschap tijdens actieve dienst en werd hij tijdens de vijandelijke aanval op  Island Number Ten ontgeven van zijn commando en vervangen door brigadegeneraal William W. Mackall. Op 4 april werd hij echter van alle blaam gezuiverd en werden de geruchten over zijn dronkenschap toegeschreven aan jaloezie over zijn snelle promoties. McCown was al vertrokken toen Island No. 10 in Noordelijke handen viel. Hij kreeg het bevel over een divisie in het Army of the West en nam het bevel van het volledig leger over in juni 1862.
Op 27 juni werd zijn strijdmacht toegevoegd aan het Second Corps van het Army of Mississippi. Generaal Braxton Bragg voegde daarna het Army of Mississippi en het Army of Central Kentucky samen tot het Army of Tennessee. McCowns divisie werd ingedeeld in het korps van luitenant-generaal William Hardee. Na de Slag bij Stones River bij Murfreesboro in de jaarovergang van 1862 naar 1863 tekende McCown, samen met vrijwel alle hoge officieren onder Bragg, een brief die aan president Jefferson Davis vroeg om Bragg te ontgeven van zijn commando en hem te vervangen door generaal Joseph E. Johnston. Davis weigerde Bragg te ontslaan, maar liet ook de opstandige officieren ongemoeid. De vete tussen McCown en Bragg escaleerde. Bragg gaf hem de schuld van het verlies van New Madrid en noemde hem zijn "slechtste divisiecommandant". In maart 1863 daagde Bragg McCown voor de krijgsraad. Hij werd officieel aangeklaagd voor insubordinatie, maar de kritiek op Bragg speelde waarschijnlijk een grotere rol. McCown werd schuldig bevonden. Hij werd ontgeven van zijn commando en zes maanden geschorst. Hij haalde sterk uit naar de regerende elite waarbij hij verklaarde dat "de Zuidelijke Staten geregeerd werden door een stinkende katoenoligarchie die enkel in stand gehouden werd voor en door de corrupte Isham G. Harris en Jefferson Davis en hun kliek." In mei werd zijn oude divisie naar Starkville in Mississippi gestuurd.
Hij speelde geen grote rol meer tijdens het conflict. In 1865 diende hij in North Carolina waar hij in april de Catawba bij Morganton verdedigde tegen een Noordelijke cavaleriedivisie onder leiding van brigadegeneraal Alvan C. Gillem tijdens de Stonemans Raid van 1865. McCown had 300 soldaten en 1 kanon onder zijn bevel. Hij werd gevangen genomen en op 12 mei 1865 vrijgelaten.

## Latere jaren
Na de oorlog werd McCown leraar in Knoxville, Tennessee. Hij verhuisde naar Magnolia, Arkansas waar hij landbouwer werd. In 1870 vestigde hij zich in  Little Rock. Hij overleed op 22 januari 1879 en werd begraven op het City Cemetery in Magnolia.